# Plots- en laatdoofheid
Plots- en laatdoofheid zijn twee vormen van doofheid die optreden bij mensen die voordien horend waren. Ze worden samen ook wel aangeduid onder de noemer postlinguale doofheid.
Onder plotsdoofheid verstaat men in relatief korte tijd doof worden. Als iemand na een periode van toenemende slechthorendheid geleidelijk doof is geworden, dan wordt gesproken van laatdoofheid. Plots- en laatdoofheid zijn echter niet hetzelfde als ouderdomsslechthorendheid. Plotseling of meer geleidelijk doof worden kan in principe iedereen overkomen, op elke leeftijd.

## Plotsdoofheid
Plotsdoofheid kan het gevolg zijn van ziekte (bijvoorbeeld hersenvliesontsteking of een brughoektumor), een virusinfectie, medicijnvergiftiging (bepaalde antibiotica), de ziekte van Lyme, een verkeersongeval, een val van een trap of lawaai. Het kan ook optreden tijdens of na duiken of perslucht duiken. Maar vaak is de oorzaak van de plotsdoofheid onbekend. Plotseling of in relatief korte tijd het complete gehoor verliezen is een traumatische ervaring. Veel plotsdoven kampen daarom behalve met praktische problemen (compleet opnieuw moeten leren communiceren) ook met psychische problemen. Zelfs kunnen ze ook in een sociaal isolement raken.

## Laatdoofheid
Bij laatdoofheid kan erfelijkheid (progressieve slechthorendheid) een rol spelen.
Plots- of laatdoofheid kan ook het gevolg zijn van een tumor (b.v. een brughoektumor op de gehoorzenuw als gevolg van NF2).
Een derde oorzaak van laatdoofheid kan zijn een langdurige blootstelling aan te harde geluiden (zoals b.v. discomuziek of een pneumatische boor) zonder adequate gehoorbescherming. Dit noemt men ook wel lawaaidoofheid.
Gehoorschade ontstaat al bij geluidsniveaus boven de 80 dB(A), en is pas lange tijd na de blootstelling merkbaar. Bij geluidsniveaus boven de 100 dB(A) kan zelfs acute gehoorschade ontstaan.